# Abulcasis
Abu'l-Qasim Khalaf ibn 'Abbas al-Zaharawi em árabe: أبو القاسم خلف بن عباس الزهراوي,  latinizado como Abulcasis (ou Albucasis), (Medina Azhara, 936 – Córdova, 1013) foi um médico cirurgião do al-Andalus.
O epíteto al-Zahrawi deriva do facto de este ter permanecido a maior parte da sua vida na sua cidade natal onde se dedicou a exercer como médico, farmacêutico e cirurgião. Apesar de haver referências de contribuições no campo da teologia e ciências naturais, não se conhecem nenhuns dos seus escritos.
Escreveu uma enciclopédia médica com trinta tratados, o al-Tasri li-man 'ajiza 'an al-ta'li, terminada por volta do ano 1000, vocacionado para estudantes e praticantes. Este tratado aborda temas de medicina, cirurgia, farmácia, matéria médica, química farmacêutica e cosmética, etc.
Abulcasis enriqueceu o conhecimento da matéria médica com descrições da flora e fauna ibérica e tratou da preparação e purificaçao de várias substâncias químicas medicinais. O capítulo XXVIII do "al-Tasri" foi traduzido para o latim com o título de "Liber servitoris," sendo muito apreciado e tornando-se um livro de apoio para farmacêuticos. A parte referente à cirurgia, foi traduzida para o latim por Gerardo de Cremona. Esta tradução influênciou decisivamente a evolução dos métodos cirúrgicos na Europa.
Também de Abulcasis, o al-Zahawies é conhecido pelas suas contribuições no campo da cirurgia. Livro de cirurgia com 56 capítulos dedicado à cauterização que contém algumas ilustrações. A segunda parte com 99 capítulos refere-se a obstetrícia e operações, incluindo litotomia, amputações por gangrena e tratamento de fracturas. Mencionou ainda inúmeros instrumentos, sondas, tesouras, pinças, bisturis, espelhos e refere os problemas da coagulação sanguínea, etc… Descreveu a posição obstétrica elevada, hoje denominada por Walcher- Trendelenburg e caracterizou o método de extração da cabeça do bebé durante o parto e umas colheres com forma de tenazes com a mesma finalidade que os actuais forcépes.
A matéria médica de Abulcasis foi impressa em latim em Veneza (1471), e nela descreve os medicamentos simples espanhóis em detrimento dos orientais, relativamente à sua origem, cultivo e modo de conservação e preparação, incluindo técnicas químicas e farmacêuticas como a sublimação e destilação de substâncias minerais. Utilizou preparados de ópio em doenças mentais e preocupou-se com problemas do foro psicológico.